# Saraspur
Saraspur (o Siddheswar) és una serralada de l'Índia a Assam, derivació de les muntanyes Lushai a la zona de la vall del Surma.
Les muntanyes es desenvolupen de nord a sud i formen el límit entre Cachar i Sylhet. L'altura màxima gairebé supera els 600 metres. Les muntanyes són escalonades i cobertes amb arbres i boscos sobre un terreny d'origen terciari.